# لو کیسکا
لو کیسکا (بلاروسی: Леў Кішка؛ 1663 – 
19 نوامبر ۱۷۲۸ (۶۴−۶۵ سال)
) کشیش کاتولیک، و نویسنده اهل مشترک‌المنافع لهستان–لیتوانی بود.